# La gare de Troyes
La gare de Troyes is een studioalbum van Ange. Het is een conceptalbum over Victor René Prudent na een bacteriologische aanval op het Station Troyes. Het album, opgenomen in Studio Jean Jaures in Parijs en Studio Miraval in Le Val (Var), betekende een terugkeer naar theatrale progressieve rock.
Het hoesontwerp was van Phil Umbdenstock, die al sinds Par les fils de mandrin uit 1976 betrokken was bij Ange en solowerk van Christian Décamps.

## Musici
- Christian Décamps – zang, piano
- Serge Cuenot – gitaar
- Laurent Sigrist – basgitaar
- Francis Décamps – synthesizers
- Jean-Claude Potin – slagwerk

Met
- Guy Boley – stem
- Tristan Gros – stem
- Marc Fontana – saxofoon
- Guy Battarel – programmeerwerk
- Anne en Maria - achtergrondzang

## Muziek
Alles door de gebroeders Décamps

| Nr. | Titel                   | Duur |
| --- | ----------------------- | ---- |
| 1.  | La gare de Troyes       | 3:41 |
| 2.  | A saute-mouton          | 4:21 |
| 3.  | Questions d’générations | 4:13 |
| 4.  | Va t’en                 | 4:24 |
| 5.  | Les moments bizarres    | 4:31 |
| 6.  | Shéhérazade             | 4:14 |
| 7.  | Les jardins             | 3:51 |
| 8.  | Neuf heures             | 4:33 |
| 9.  | Tout bleu!              | 9:18 |